# Baron Vere
Baron Vere ist ein erblicher britischer Adelstitel, der zweimal in der Peerage of England und einmal in der Peerage of Great Britain verliehen wurde.

## Verleihungen
Der Titel wurde erstmals am 6. Februar 1299 in der Peerage of England für Hugh de Vere, den jüngeren Sohn des 5. Earl of Oxford geschaffen, als dieser per Writ of Summons ins königliche Parlament berufen wurde. Als er um 1319 kinderlos starb, erlosch der Titel.
In zweiter Verleihung wurde der Titel Baron Vere, of Tilbury, am 24. Juli 1625 durch Letters Patent in der Peerage of England für den Heerführer Sir Horace Vere, einen Enkel des 15. Earl of Oxford, neu geschaffen. Da er keine Söhne hatte, erlosch der Titel bei seinem Tod am 2. Mai 1635.
In dritter Verleihung wurde der Titel Baron Vere, of Hanworth in the County of Middlesex, am 28. März 1750 in der Peerage of Great Britain an den Admiral Lord Vere Beauclerk verliehen. Dieser war ein jüngerer Sohn des Charles Beauclerk, 1. Duke of St Albans. Sein Sohn Aubrey, der 2. Baron, erbte 1787 auch den Titel 5. Duke of St. Albans, nebst nachgeordneten Titel. Die Baronie Vere ist seither ein nachgeordneter Titel des jeweiligen Dukes.

### Baroness Vere of Norbiton
Am 30. August 2016 wurde zudem der Titel Baroness Vere of Norbiton, of Norbiton in the Royal London Borough of Kingston upon Thames, als Life Peerage in der Peerage of the United Kingdom für die konservative Politikerin Charlotte Vere geschaffen.

## Liste der Barone Vere

### Barone Vere, erste Verleihung (1299)
- Hugh de Vere, 1. Baron Vere († um 1319)

### Barone Vere (of Tilbury), zweite Verleihung (1625)
- Horace Vere, 1. Baron Vere (1565–1635)

### Barone Vere (of Hanworth), dritte Verleihung (1750)
- Vere Beauclerk, 1. Baron Vere (1699–1781)
- Aubrey Beauclerk, 5. Duke of St. Albans, 2. Baron Vere (1740–1802)
- Aubrey Beauclerk, 6. Duke of St. Albans, 3. Baron Vere (1765–1815)
- Aubrey Beauclerk, 7. Duke of St. Albans, 4. Baron Vere (1815–1816)
- William Beauclerk, 8. Duke of St. Albans, 5. Baron Vere (1766–1825)
- William Beauclerk, 9. Duke of St. Albans, 6. Baron Vere (1801–1849)
- William Beauclerk, 10. Duke of St. Albans, 7. Baron Vere (1840–1898)
- Charles Beauclerk, 11. Duke of St. Albans, 8. Baron Vere (1870–1934)
- Osborne Beauclerk, 12. Duke of St. Albans, 9. Baron Vere (1874–1964)
- Charles Beauclerk, 13. Duke of St. Albans, 10. Baron Vere (1915–1988)
- Murray Beauclerk, 14. Duke of St. Albans, 11. Baron Vere (* 1939)

Titelerbe (Heir apparent) ist der Sohn des aktuellen Titelinhabers Charles Beauclerk, Earl of Burford (* 1965).

Dessen Heir Apparent ist dessen Sohn, James Beauclerk, Lord Vere (* 1995).

### Baroness Vere of Norbiton (Life Peerage, 2016)
- Charlotte Vere, Baroness Vere of Norbiton (* 1969)